# Mật độ mạng lưới đường phố
Mật độ mạng lưới đường phố δ (km/km2) của toàn thành phố là tỷ số của tổng chiều dài của mạng lưới đường phố trên diện tích toàn thành phố.
Mật độ mạng lưới đường phố là một trong những chỉ tiêu rất quan trọng của mạng lưới đường phố. Mật độ mạng lưới là hợp lý khi nó đảm bảo được tốc độ giao thông cao nhất, thỏa mãn lưu lượng giao thông lớn, thuận tiện, an toàn và kinh tế. Nếu mật độ mạng lưới đường phố nhỏ sẽ làm tăng thời gian đi bộ đến các tuyến giao thông, tăng chiều dài đi thực tế giữa các phương tiện giao thông. Ngược lại nếu mật độ đường phố lớn thì sẽ không kinh tế vì tổng chiều dài của mạng lưới đường phố tăng, gây nhiều ngã phố thừa và cản trở giao thông trên các tuyến phố chính.
Mật độ mạng lưới đường phố được coi là hợp lý khi nó nằm trong khoảng từ 2 – 4 km/km2.